# نادي إيست بنغال

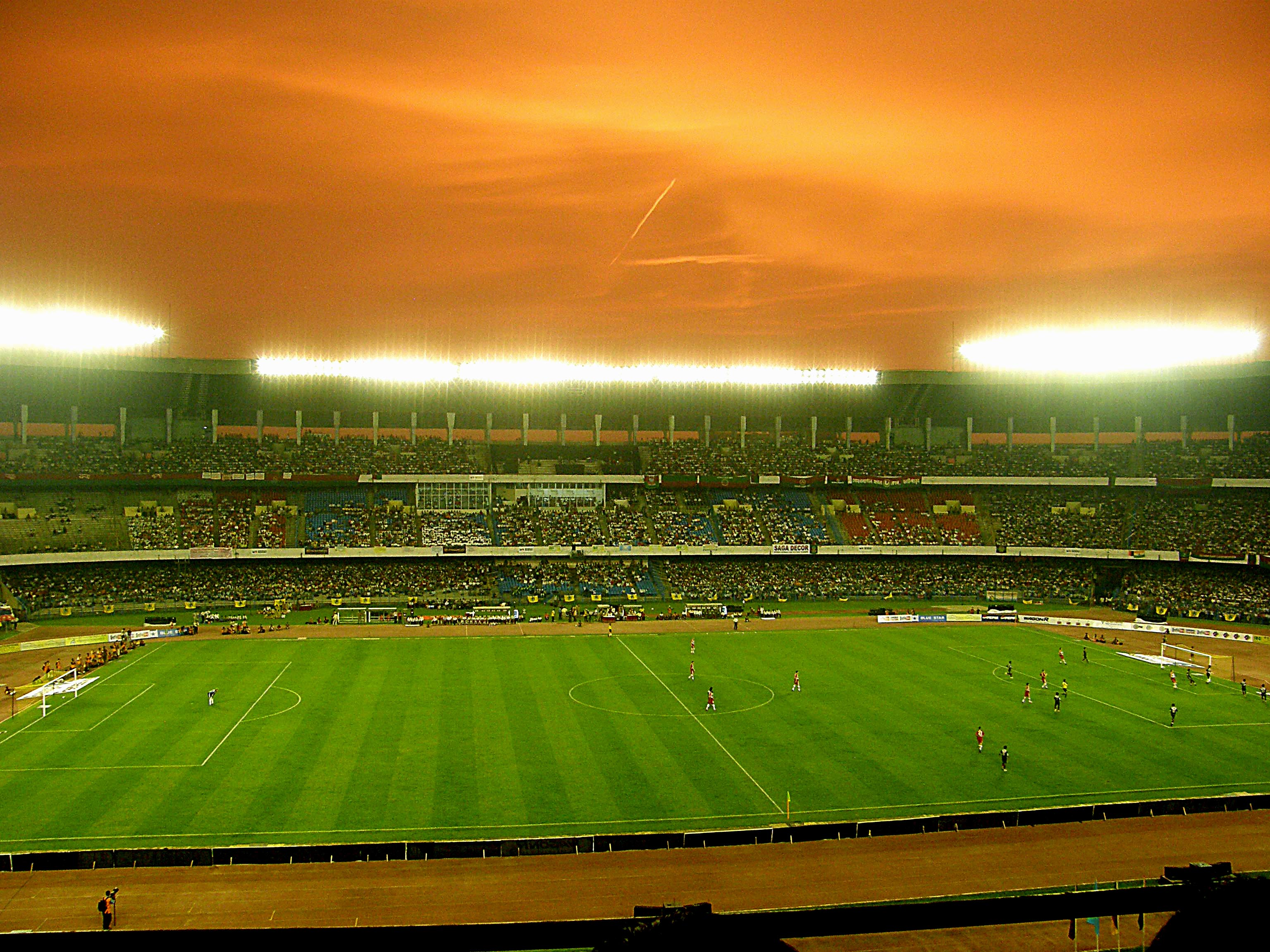
ملعب سالت ليك

نادي كينغفيشر إيست بنغال هو نادي كرة قدم هندي من مدينة كلكتا. يعتبر من أفضل الأندية في الهند، وقد فاز ببطولة الدوري الوطني لكرة القدم ثلاث مرات وفاز بكأس الاتحاد 7 مرات في تاريخه. يلعب الفريق في ملعب يوفا باراتي كريرانغان وهو ثاني أكبر ملعب في العالم بسعة 120,000. لدى النادي أكبر جمهور في الهند من حيث التعداد.

## وصلات خارجية
- الموقع الرسمي لنادي كينغفيشر إيست بنغال
- موقع جمهور كينغفيشر إيست بنغال